# Rio di Filetto
Il rio di Filetto è un piccolo ruscello dell'Appennino imolese, affluente di sinistra del Santerno.

## Percorso
Nasce nei pressi della località Ca' di Tonino,  nel comune di Borgo Tossignano, a circa 440 metri sul livello del mare. Scorre tortuosamente verso est, in una valle molto boscosa, fino a confluire nel Santerno a pochi chilometri più a monte dell'abitato di Fontanelice. Ha due affluenti degni di nota, entrambi di sinistra: il rio Sant'Apollinare, che nasce da monte Sassoleone ed è lungo 2,8 km, e il rio della Madonna, che nasce da monte la Pieve ed è lungo circa 3 km.